# Aeroporto de Joinville
Luchthaven Joinville-Lauro Carneiro de Loyola is de luchthaven van de Braziliaanse stad Joinville. Hij is vernoemd naar een lokale ondernemer en politicus, en wordt uitgebaat door Infraero.

## Historie
De huidige terminal werd geopend op 8 maart 2004.

## Ongelukken en incidenten
- 13 september 1996: een Embraer EMB 110 Bandeirante van Helisul met registratie PT-WAV die een vrachtvlucht van Porto Alegre naar Joinville uitvoerde, botste op een huevel en crashte tijdens de landingsvlucht op Joinville. De twee bemanningsleden kwamen hierbij om het leven.[1]

## Bereikbaarheid
De luchthaven bevindt zich op 14 km afstand van het centrum van Joinville.